# Église Sainte-Marie-Madeleine de Gap
L'église Sainte-Marie-Madeleine est une église catholique située à Gap (Hautes-Alpes) dans le diocèse de Gap et d'Embrun.

## Historique et architecture
Elle est située dans le hameau de Chauvet.
Voici la description qu'en fait l'Observatoire du patrimoine religieux : « Petit édifice de plan rectangulaire, d'un seul vaisseau. La façade simple se compose d'une simple porte surmontée d'un oculus et d'une niche, eux-mêmes surmontés d'un clocheton posé sur le faîte du mur pignon. La nef est haute mais peu éclaircie de par la présence de baies étroites. Sur son flanc septentrional nous pouvons observer une chapelle de même facture. L'édifice est entièrement enduit ».